# 60 v.Chr.
Het jaar 60 v.Chr. is een jaartal volgens de christelijke jaartelling. 

## Gebeurtenissen

### Italië
- In Rome worden Lucius Afranius en Quintus Caecilius Metellus gekozen tot consul van het Imperium Romanum.
- Het Eerste Triumviraat: Gaius Julius Caesar, Gnaeus Pompeius Magnus en Marcus Licinius Crassus sluiten een politieke coalitie.
- Julius Caesar, verbonden met de populares (de "Volkspartij"), wordt door de Senaat gedwarsboomd voor het ambt van consul.

### Europa
- In de Lage Landen wonen de Menapiërs, de Nerviërs (ten oosten van de Schelde), de Atuatuci en de Eburonen aan de Maas.

### Numidië
- Juba I (60 - 46 v.Chr.) volgt zijn vader Hiempsal II op als koning van Numidië. Hij is een kleinzoon van Jugurtha en streeft naar onafhankelijkheid.

### China
- Keizer Xuandi benadrukt het staatsbestel meer op het confucianisme en draagt als monarch de verantwoordelijkheid over het "Hemelse Mandaat".

## Geboren
- Ptolemaeus XIV Theos Philopator (~60 v.Chr. - ~44 v.Chr.), farao van Egypte
- Titus Statilius Taurus (~60 v.Chr. - ~10 v.Chr.), Romeins consul en veldheer

## Overleden
- Decimus Junius Silanus (~107 v.Chr. - ~60 v.Chr.), Romeins consul en staatsman (47)